# 中小企業庁長官官房
中小企業庁長官官房（ちゅうしょうきぎょうちょうちょうかんかんぼう）は中小企業庁の官房である。

## 概要
1948年8月1日に商工省の外局として中小企業庁が設置され、内部に長官官房、振興局、指導局の1官房2局が設けられた。

## 職務
所掌
中小企業廳設置法（昭和23年7月2日法律第83号）第4条に所掌事務が規定されている。
```
（長官官房の所掌事務）
第4条 中央企業廳に長官官房及び左の2局を置く。
振興局
指導局
長官官房においては、
人事
や
会計
その他庶務に関する事務を掌る。
```